# Fondo Benéfico para Niños de Armenia
‘’Niños de Armenia’’ Fundación de Caridad (COAF) (en armenio: «Հայաստանի Մանուկներ» բարեգործական հիմնադրամ (ՔՈԱՖ), en inglés: Children of Armenia Fund (COAF)) es una organización no gubernamental sin fines de lucro con sede en Armenia y Estados Unidos centrada en el desarrollo de los niños en las zonas rurales de Armenia. Según la fundación, ellos han atendido a más de 107.000 beneficiarios de 64 comunidades rurales en 6 de las 11 provincias armenias. 
COAF se fundó en 2004 después de que el empresario Garo Armen visitó la aldea de Karakert en la región de Armavir en Armenia y fue testigo del nivel de abandono al que se enfrentaban los residentes rurales. En consecuencia, el COAF se creó para reducir la pobreza en las zonas rurales de Armenia a través de educación, atención médica, servicios para niños y familias y programas de desarrollo económico.
La misión declarada de COAF es "proporcionar recursos a niños y adultos con iniciativas COAF SMART para promover las comunidades rurales a través de la innovación". La fundación aboga por una Armenia donde todos los niños, jóvenes y sus familias tengan las oportunidades y los recursos para desarrollar todo su potencial y contribuir al avance del mundo que los rodea.
En 2015, COAF comenzó a desarrollar la iniciativa COAF SMART para abordar las brechas sistémicas en las zonas rurales de Armenia. La organización destaca que la iniciativa COAF SMART tiene como objetivo el avance de las comunidades rurales aumentando el acceso a la educación integral, la tecnología y las oportunidades a través de un enfoque centralizado. Con ese fin, se estableció el centro de COAF SMART, un centro educativo rico en tecnología, en la provincia de Lori, Armenia. Está abierto a las poblaciones rurales circundantes y ofrece programas extracurriculares en el marco de un plan de estudios de ciudadanía SMART para niños de 3 años en adelante.
La organización concibe al centro SMART como un modelo de desarrollo rural y el comienzo de un cambio de mentalidad para toda una generación. Desde la apertura de su primer campus en Lori, COAF tiene como objetivo lanzar un centro SMART en cada región de Armenia. La organización cumple con los estándares de organizaciones internacionales de evaluación de organizaciones benéficas como GuideStar, Better Business Bureau y Charity Navigator.

## Historia
COAF fue fundada por el empresario y científico armenio-estadounidense Garo Armen, quien nació en Estambul, Turquía, y se mudó a los Estados Unidos a la edad de 17 años. Con un doctorado en química física, Armen se ha esforzado por encontrar nuevos métodos de tratamiento contra el cáncer desde que su madre falleció debido al cáncer. Esta trágica pérdida lo llevó a fundar Agenus, una empresa de biotecnología centrada en la inmunoterapia.
Garo Armen ha recibido la medalla de honor de Ellis Island por sus esfuerzos humanitarios en Armenia. El presidente de Armenia le otorgó la medalla Mkhitar Heratsi. También recibió la medalla de oro, otorgada por el gobernador provincial de Armavir por sus inversiones en la región. Además, el primer ministro de Armenia le otorgó la medalla de honor.
Según Armen, su participación en Armenia se inició en 2000 a través de varios proyectos, incluida la asistencia financiera para escuelas, orfanatos y un proyecto de remoción de minas en Artsakh. La idea de crear COAF se inspiró en un viaje por las aldeas de Armenia en 2003, cuando Armen junto con un grupo de armenios de la diáspora visitaron una de las aldeas más pobres de la región de Armavir, Karakert. Para Armen, saber que los aldeanos no tenían acceso a agua potable y se vieron obligados a comprarla en la ciudad más cercana fue un factor decisivo para la fundación de COAF.
El trabajo de COAF comenzó abordando la falta de agua, sistemas de calefacción e instalaciones sanitarias a través de las necesarias mejoras de infraestructura. En 2004, con las primeras donaciones de la organización, COAF inició la renovación de la escuela Karakert.
Más tarde, COAF comenzó a implementar enfoques basados en la comunidad para abordar los problemas planteados por los lugareños. Con base en los resultados de la investigación, la organización priorizó cuatro áreas de desarrollo: educación, atención médica, servicios para niños y familias y economía. COAF enfatiza que estos esfuerzos van acompañados de mejoras continuas en la infraestructura.
Después de completar las renovaciones del jardín de infancia, el puesto médico y el centro comunitario de Karakert en 2005, las aldeas cercanas de la región de Armavir comenzaron a unirse a los programas de COAF. Como resultado, COAF expandió su alcance a 18 aldeas en Armavir, implementando programas de participación comunitaria e introduciendo un plan de estudios de estilo de vida saludable en las escuelas, programas extracurriculares, apoyo psicológico, cursos de capacitación profesional y supervisión de expertos de COAF. 
Diez años después de su creación, la organización anunció la inclusión de más pueblos en su red en 2014. Con ese fin, COAF abrió el primer centro del COAF SMART en Debet, Lori en mayo de 2018. El centro del COAF SMART es un centro educativo regional diseñado para conectar a más aldeanos con los programas y oportunidades ofrecidos por COAF y reunir a diferentes regiones mediante la organización de eventos en toda la organización. Ofrece una amplia gama de recursos para los niños y sus familias a través de aulas y laboratorios tecnológicamente avanzados. La organización afirma garantizar el acceso a todas las comunidades proporcionando transporte desde y hacia las aldeas.
Los programas extracurriculares de COAF que se ofrecen en el centro del COAF SMART forman parte del plan de estudios de ciudadanía SMART. El nombre enfatiza la misión declarada de COAF de crear ciudadanos INTELIGENTES capaces de contribuir al avance de sus comunidades y del mundo que las rodea. La educación colaborativa, que incluye el aprendizaje basado en proyectos y en acciones en los dominios cognitivo, afectivo y psicomotor, ocupa un lugar central en el plan de estudios de ciudadanía SMART de COAF.
Más allá de su ámbito de responsabilidad, la organización lanzó una misión humanitaria en Artsakh después de los enfrentamientos de 4 días en Artsakh, llevando a cabo programas de primeros auxilios y apoyo psicológico, así como campamentos de verano.
Según declaraciones actuales, COAF opera en seis regiones de Armenia y ha invertido más de $50 millones en proyectos de desarrollo rural desde 2004.

## Photos

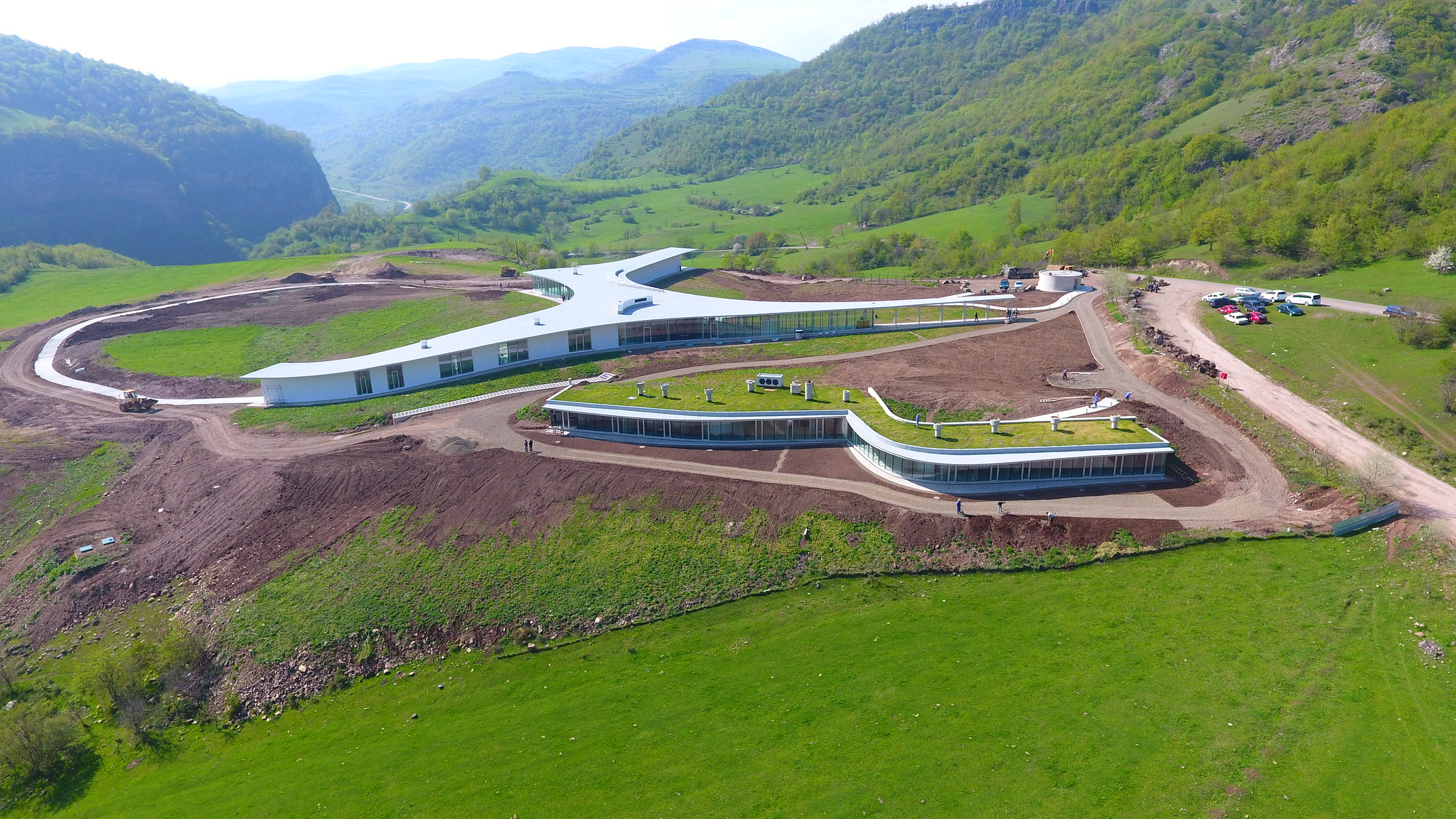
El Centro SMART del COAF y el Hotel Concept por COAF
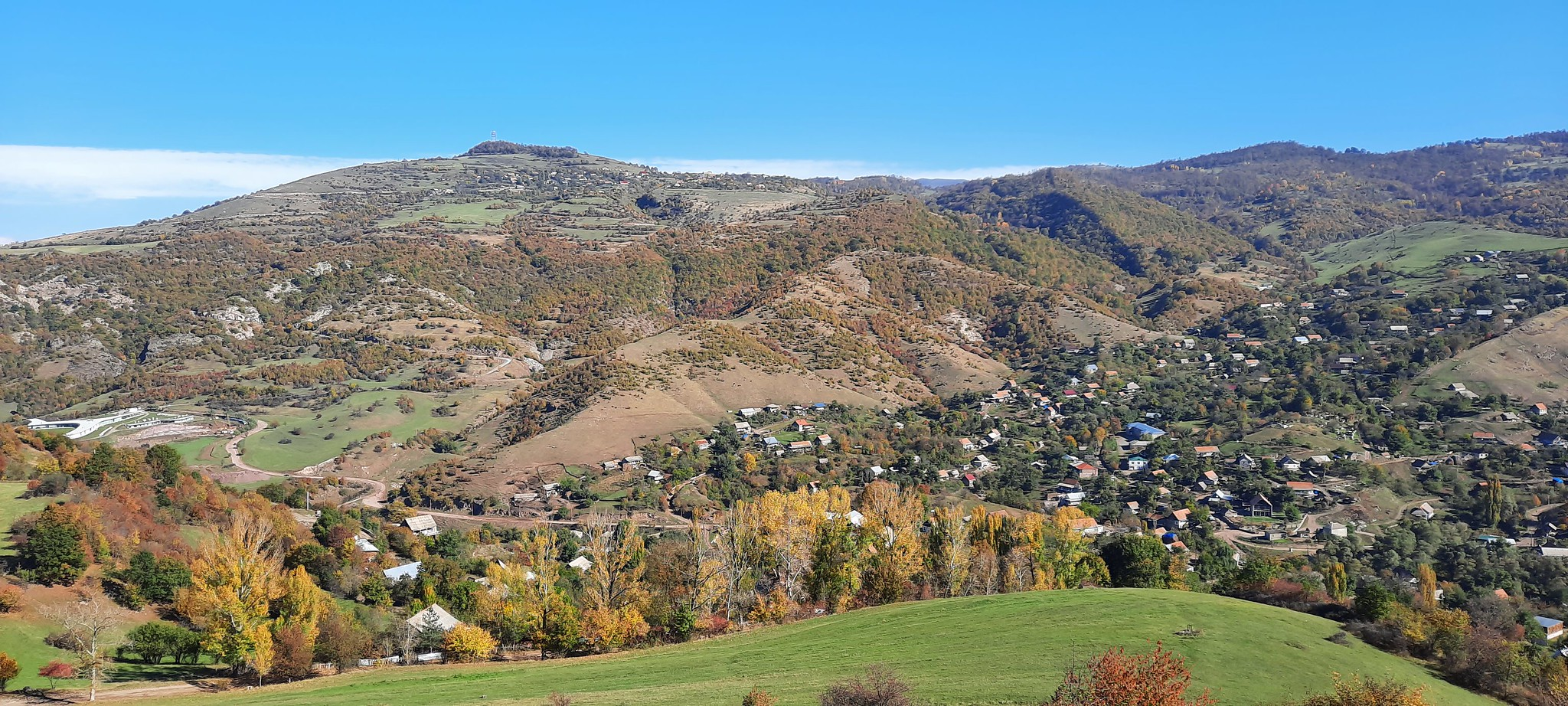
Debet village, Lori
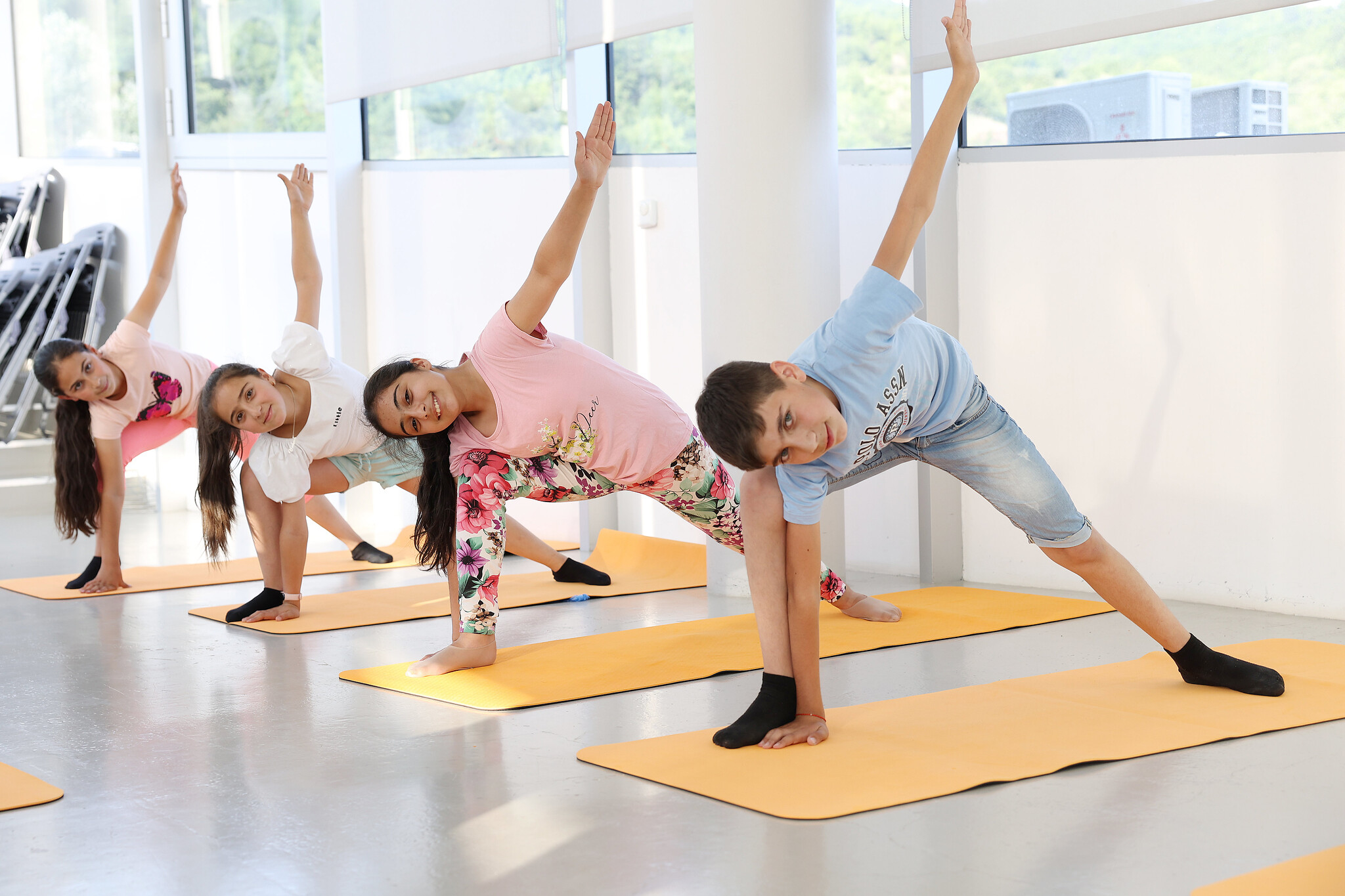
Programa SMART, Yoga
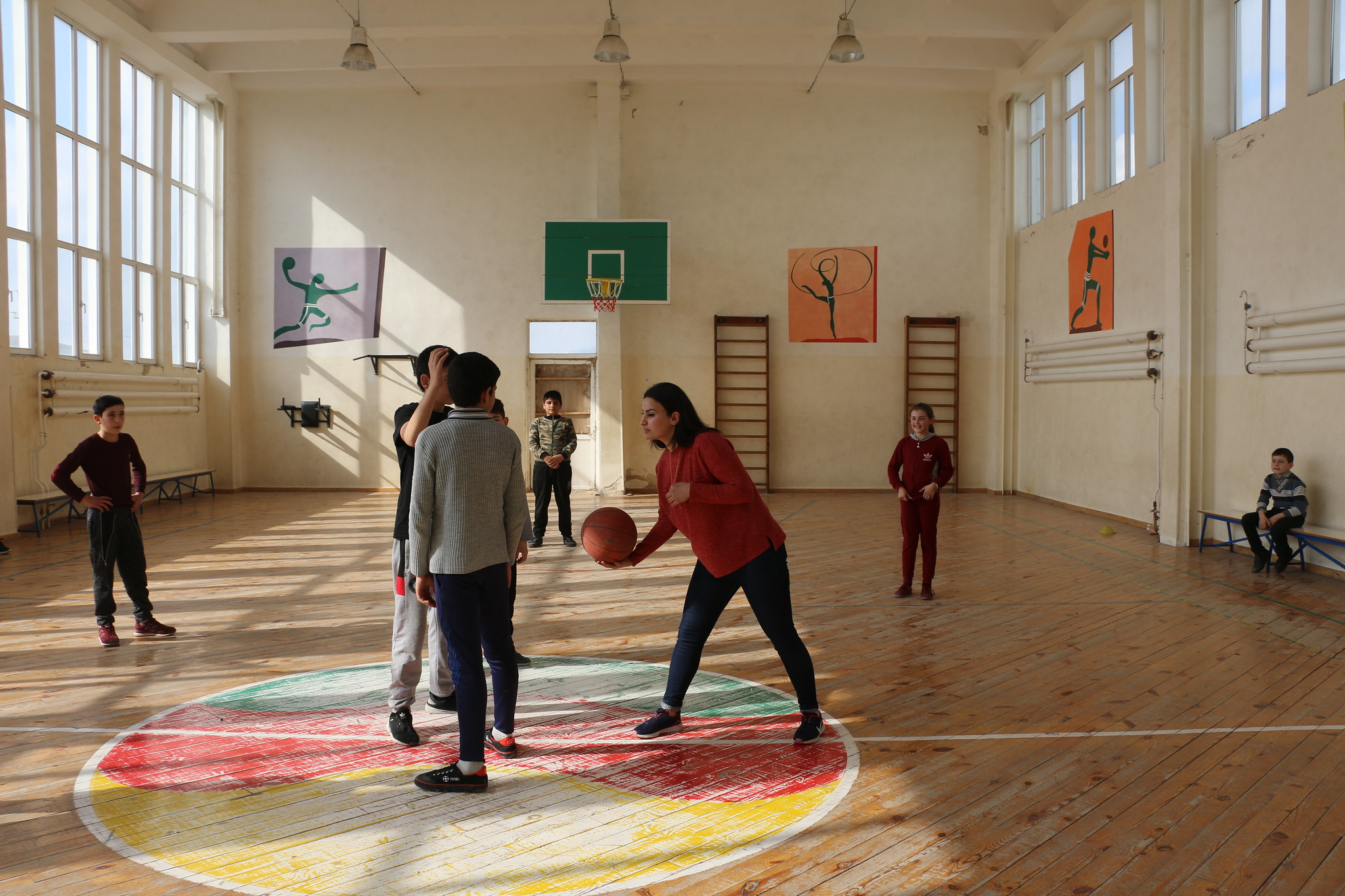
Programa de Baloncesto en Karakert, Armavir
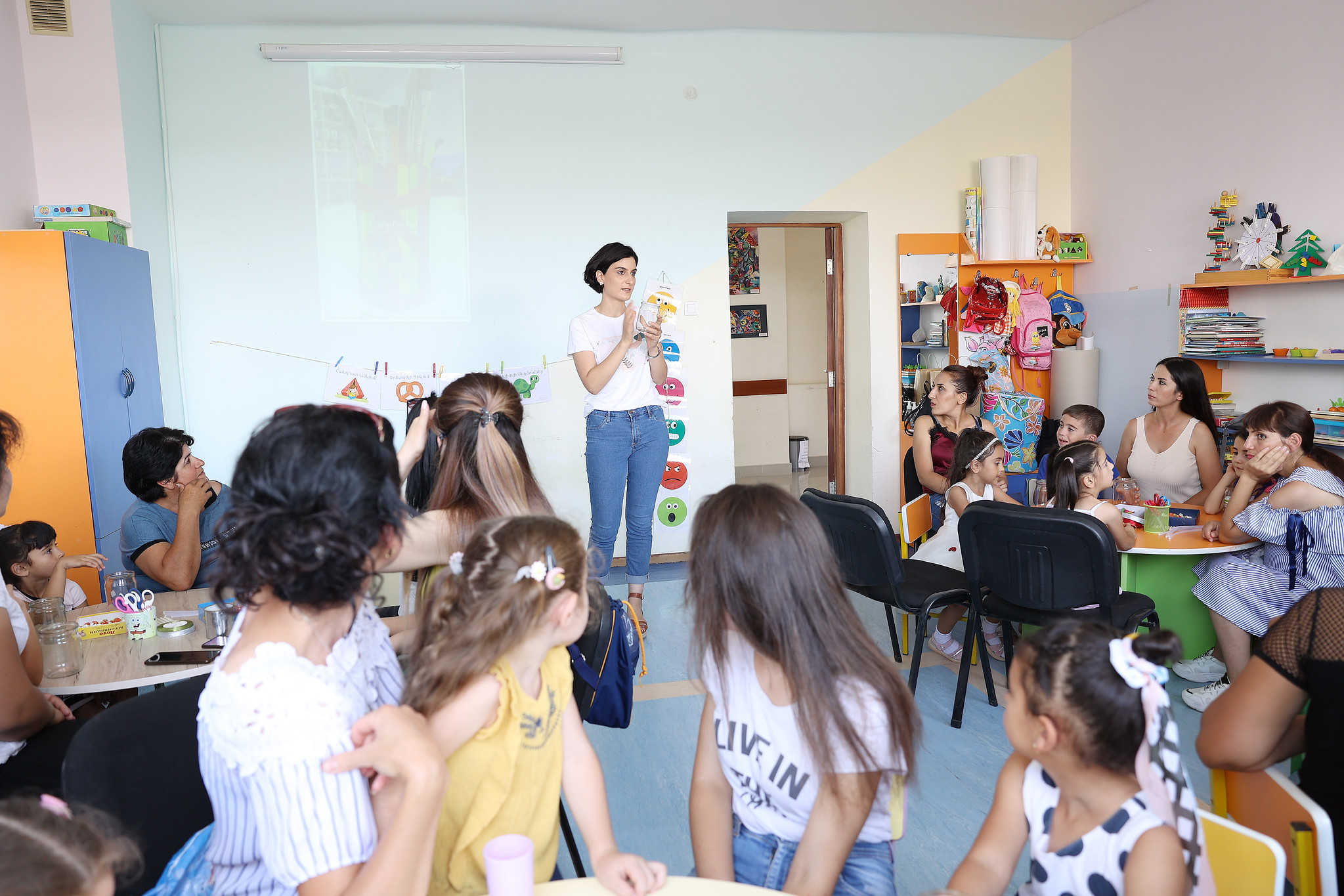
Programa de Desarrollo Infantil COAF en Myasnikyan, Armavir
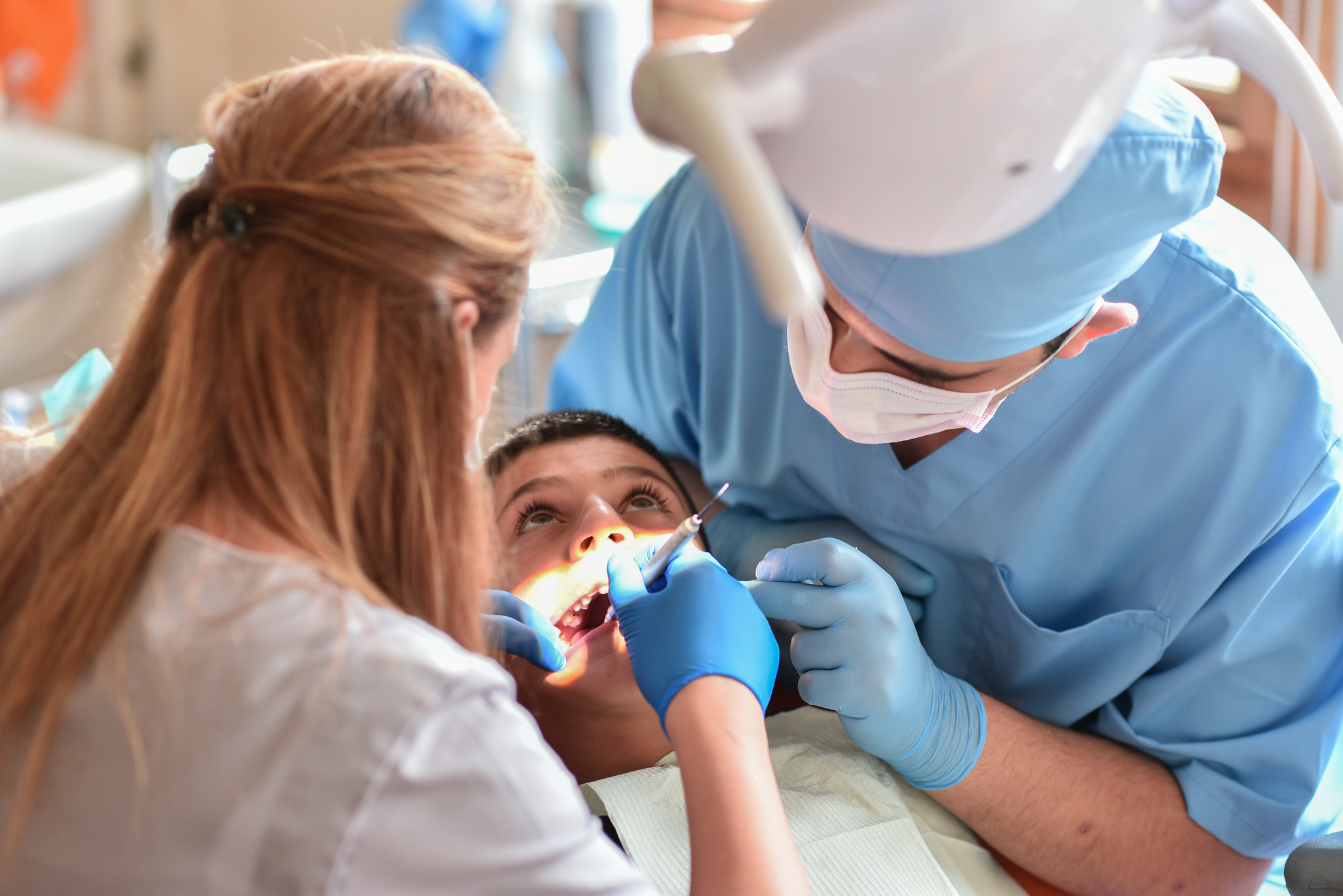
Programa de Salud COAF

## Estructura
COAF segmenta sus actividades en dos componentes: los programas Village y los programas SMART.

### COAF Programas de Aldea
Los programas Village incluye una gama de programas y servicios de COAF que se ofrecen a las aldeas y regiones rurales de forma individual, basándose en un enfoque holístico basado en la comunidad. Junto con las mejoras de infraestructura, esto incluye la implementación de educación, salud, servicios para la infancia y la familia, y programas de desarrollo económico para fortalecer las comunidades rurales.

#### 1. Educación
Trabajando en estrecha colaboración con las escuelas del pueblo, el programa de educación COAF está configurado para centrarse en fomentar la creatividad, el pensamiento crítico, los talentos y el potencial de los estudiantes en la escuela y más allá. Los programas se implementan como clubes extracurriculares.
Para niños en los grados 3-5:
- dibujo
- ingeniería
- judo
- baloncesto

A los programas de educación cívica asisten los estudiantes de los grados 6-10:
- club de debate
- educación socio-financiera “Aflatoun”

Además, la asociación de COAF con la Embajada de los Estados Unidos permite a la organización ofrecer:
- un programa de micro becas de acceso diseñado para brindar clases de inglés a los jóvenes armenios rurales, para que puedan practicar sus habilidades para hablar y aprender sobre la cultura de los Estados Unidos․
- cursos de inglés en línea para estudiantes de idiomas en regiones remotas de Armenia, donde los recursos para aprender nuevos idiomas son limitados o inexistentes.

El apoyo para el desarrollo profesional comienza con el programa de orientación profesional para estudiantes en los grados 7-12. Esto va acompañado de becas, tutorías y pasantías, y una serie de capacitación en habilidades de empleabilidad para ex alumnos de COAF.

#### 2. Salud
Los programas de salud de COAF están destinados a mejorar la calidad de los servicios de salud primaria en las aldeas a través de programas que promueven el bienestar de toda la comunidad. El COAF se centra en la prevención de enfermedades mediante la promoción de comportamientos saludables desde la edad escolar primaria hasta la detección temprana. Para la organización, el desarrollo de capacidades en el departamento de salud incluye capacitación práctica para la administración de salud y el personal médico, junto con la revitalización de las instalaciones de salud.
En términos de servicios médicos, COAF implementa la detección temprana del cáncer de mama, tiroides y próstata a través de:
- Exámenes clínicos
- Exámenes de ultrasonido
- Mamografía, biopsia y pruebas hormonales.

El enfoque de COAF para mejorar la higiene dental de los aldeanos es a través de la prevención, que incluye educar a los niños sobre la higiene bucal, la fluoración de los dientes, garantizar actividades regulares de cepillado de dientes mediante el establecimiento de estaciones especializadas (Brushodromes) en las escuelas y proporcionar a los estudiantes de primer y segundo grado pasta de dientes y cepillos de dientes. 
En cooperación con la Organización de Profesionales de la Salud de Armenia Estadounidense (AAHPO), COAF implementa misiones internacionales a través de las cuales organizan visitas anuales a Armenia para brindar asistencia médica gratuita en las aldeas. El COAF también trabaja en estrecha colaboración con médicos de Gran Bretaña y Canadá cuyas visitas a Armenia incluyen la capacitación de médicos para proporcionar nuevos métodos y herramientas a los médicos y enfermeras locales, así como exámenes de salud y consultas para los habitantes rurales de Armenia.
En cooperación con el programa mundial de alimentos, el COAF ha completado la renovación de los comedores escolares y ha proporcionado alimentos saludables a casi 2.500 niños de escuelas primarias en las cinco regiones.

#### 3. Servicio Para Niños y Familias
COAF brinda apoyo social a través de servicios de logopedia, asistencia psicológica, trabajo social y desarrollo infantil para niños con dificultades de aprendizaje.
El trabajo social de COAF se establece en las aldeas de COAF. Debido a la falta de profesionales locales, COAF contrata especialistas para capacitar y trabajar dentro de las comunidades. Estos trabajadores sociales brindan apoyo individual y grupal a familias y niños en comunidades rurales. También identifican problemas como el acoso, la violencia doméstica, las relaciones interpersonales y las barreras para las personas con discapacidades, ya que trabajan tanto individualmente como con toda la comunidad.
Los servicios psicológicos de COAF trabajan con jardines de infancia, escuelas, familias y aldeanos en diversas capacidades. La organización enfatiza que la formación profesional en este campo no es común en las comunidades rurales, por lo que identifican posibles especialistas, quienes los capacitan y brindan orientación, conocimiento y supervisión profesional durante el período del contrato. Como herramienta de cambio de mentalidad comunitaria, COAF implementa un nuevo programa de arteterapia llamado Drama Therapy, que ayuda a los niños a abrirse y expresarse de una manera creativa y constructiva, e incluye a personas con discapacidades.
Otro componente del programa de servicios para niños y familias es la creación de centros de desarrollo infantil. Estas instalaciones renovadas brindan un entorno de apoyo para fomentar el desarrollo de la primera infancia. Cuentan con áreas de aprendizaje y recreación para los niños y están equipadas con juguetes y actividades que brindan una salida para la autoexpresión.

#### 4. Desarrollo económico
Uno de los objetivos declarados del COAF es lograr la vitalidad económica dentro de Armenia, demostrando el potencial de oportunidades y crecimiento dentro de las aldeas para adultos y jóvenes.
Algunas áreas de desarrollo económico proporcionadas por COAF incluyen préstamos sin intereses para negocios locales, capacitación empresarial para estudiantes de secundaria y la instalación de tuberías de agua de riego. Estos programas tienen como objetivo brindar a los residentes las herramientas necesarias para tener éxito y generar ingresos, fomentando una conexión más profunda entre los ciudadanos y sus comunidades.

### SMART Iniciativas
COAF SMART es una iniciativa de desarrollo colectiva e individual, un enfoque innovador para mejorar la calidad de vida. La iniciativa SMART se implementa a través del campus COAF SMART, un centro regional destinado a llevar educación de calidad a las zonas rurales y, al mismo tiempo, sirve como una atracción turística para revitalizar la economía.
El primer campus SMART, y hasta ahora el único, se encuentra en la región de Lori en Armenia, cerca del pueblo de Debet. Consiste en el centro  COAF SMART y el Hotel  Concept por COAF. COAF está trabajando en la expansión del campus mediante la construcción de un centro de conferencias y un complejo deportivo SMART, los cuales se espera que impulsen el turismo MICE (reuniones, incentivos, conferencias, exposiciones) y contribuyan a la economía local. El campus SMART está ubicado en 50 acres de tierra y es accesible para más de 250,000 personas de toda la región.

#### 1. Centro COAF SMART
Inaugurado el 27 de mayo de 2018, el centro SMART en Lori es un centro educativo innovador y tecnológicamente avanzado donde los niños aprenden idiomas, informática, robótica, alfabetización mediática, diseño, música, agricultura y más.
La educación en SMART se proporciona sin costo alguno. La organización proporciona el transporte entre las aldeas y el centro SMART.
El centro ofrece clases y actividades extracurriculares a los jóvenes locales. No solo tienen la oportunidad de asistir a sus clases habituales, sino que también pueden participar en festivales, clases magistrales, conciertos y formación de oradores invitados.
El libanés-armenio Paul Kaloustian es el arquitecto del centro COAF SMART. El edificio fue diseñado para abrazar el paisaje y existir en armonía con su entorno natural.

#### 2. Hotel Concept por COAF
Hotel Concept por COAF es una empresa social adyacente al centro SMART. Contribuye al crecimiento económico local; 
1. formando lugareños en el campo de la hostelería y el turismo,
2. creando nuevas oportunidades de empleo, y
3. atrayendo turistas.

El hotel abrió sus puertas en 2019 y cuenta con 12 habitaciones estándar y premium. El diseño arquitectónico está inspirado en un estilo industrial minimalista.

#### 3. Centro de Visitantes por COAF
El centro de visitantes es un centro de información turística ubicado en el cruce de las carreteras de Vanadzor a Alaverdi (M6) y Dsegh (H22) y tiene fines educativos y comerciales. Ofrece los servicios necesarios a los turistas (cajero automático, terminal de pago, bebidas, meriendas, estaciones de servicio, carga deportiva, etc.), al mismo tiempo que proporciona información sobre la región de Lori y en particular el centro SMART.

#### 4. Centro de Conferencias por COAF
El centro de conferencias es otra empresa social cuyas ganancias se reinvertirán en los programas de desarrollo de la organización. El centro está diseñado para estimular el flujo de turistas y organizaciones a la región de Lori en Armenia. El objetivo es convertirse en el principal centro regional de conferencias, formación profesional, escuelas de verano y programas de intercambio para organizaciones locales e internacionales. Contará con 22 habitaciones de hotel para alojar huéspedes.

#### 5. Complejo Deportivo COAF SMART
El complejo deportivo COAF SMART tiene como objetivo la promoción de un estilo de vida saludable en las zonas rurales de Lori. La instalación deportiva de 34,000 pies cuadrados brindará una amplia gama de oportunidades deportivas en el interior y al aire libre para los niños rurales, incluida una piscina olímpica, un gimnasio, una cancha de tenis, una pista de ciclismo y más. Al mismo tiempo, la nueva incorporación al campus SMART marca la tercera empresa social de COAF, lo que significa que estará disponible para eventos deportivos, retiros corporativos, capacitaciones y reuniones. Todas las ganancias se donarán a los programas de COAF.

#### 6. Salas COAF SMART
Antes de la apertura del centro COAF SMART, COAF había lanzado salas SMART dentro de las aldeas. Estas salas de educación cuentan con el equipo necesario y una conexión a internet para brindar a la población local nuevas posibilidades. Ayuda a conectar comunidades entre sí y con el mundo. Al instalar salas SMART, la organización tiene como objetivo proporcionar educación en desarrollo personal, medicina, servicios sociales, alfabetización informática y alfabetización mediática.
Estas habitaciones están presentes en las regiones de Lori y Tavush, lo que permite a las personas continuar su educación durante los meses de invierno cuando viajar en la región de Lori es difícil. Las habitaciones SMART son accesibles no solo para la juventud rural sino también para las comunidades vecinas.

#### 7. SMART Village
La organización ha lanzado una iniciativa SMART Village, cuyo objetivo es transformar las aldeas armenias en comunidades SMART. COAF ha elegido la aldea de Debet en la región de Lori como proyecto piloto, donde la organización tiene como objetivo implementar proyectos de desarrollo de capacidades, desarrollo económico e infraestructura, incluida la renovación de la escuela de la aldea, el jardín de infancia y el edificio del municipio, así como reparación de carreteras y techos, y la instalación de alumbrado público y conexión a internet de alta velocidad.

## Recaudación de Fondos
Cada diciembre, COAF celebra un evento de gala de recaudación de fondos en la ciudad de Nueva York. Amigos y filántropos se reúnen para celebrar el éxito del año, escuchar a los niños de las aldeas armenias que comparten sus historias personales y conocer el impacto que ha tenido COAF. La gala anual de COAF consiste en una cena benéfica, un concierto, una subasta en vivo y una subasta silenciosa. Cada año, COAF recauda millones de dólares para implementar sus programas durante el próximo año.
Además, COAF mantiene sólidas alianzas con diferentes empresas e instituciones, como el gobierno armenio y el gobierno de los Estados Unidos, organizaciones internacionales, bancos y empresas locales que tienen RSE sostenible.

## Estructura Corporative
Fondo Niños de Armenia tiene dos sedes: una en la ciudad de Nueva York y otra en Ereván, Armenia.
La oficina de Nueva York se centra principalmente en la recaudación de fondos, las relaciones con los donantes y el evento anual de la gala COAF. La junta directiva también tiene su sede en Nueva York.
La oficina de Ereván es responsable del trabajo de campo, implementación de programas, nuevas iniciativas, monitoreo de impacto, orientación para el avance de la comunidad, relaciones gubernamentales, cooperación de socios, capacitación de especialistas y empoderamiento de los niños.
El director gerente de COAF es Liana Ghaltaghchyan. El personal del COAF consta de 140 empleados y más de 200 contratistas en las regiones y aldeas de Armenia.